# Liste von Kraftwerken in Guinea
Die Kraftwerke in Guinea werden sowohl auf einer Karte als auch in Tabellen (mit Kennzahlen) dargestellt. Die Liste ist nicht vollständig.

## Installierte Leistung und Jahreserzeugung
Laut CIA verfügte Guinea im Jahr 2020 über eine (geschätzte) installierte Leistung von 0,992 GW; der Stromverbrauch lag bei 1,781 Mrd. kWh. Der Elektrifizierungsgrad lag 2021 bei 46,8 % (89,8 % in den Städten und 21,2 % in ländlichen Gebieten). Guinea war 2019 bzgl. der Stromerzeugung autark; weder importierte noch exportierte das Land Elektrizität.
Laut der Energy Information Administration (EIA) stieg die installierte Leistung von 0,2 GW im Jahr 1980 auf 1 GW im Jahr 2021; die Jahreserzeugung stieg von 0,4 Mrd. kWh im Jahr 1980 auf 2,8 Mrd. kWh im Jahr 2021.
Installierte Leistung (in MW). Quelle: EIA
Jahreserzeugung (in Mrd. kWh). Quelle: EIA

## Karte
| Aggreko |

| Amaria |

| Garafiri |

| Kaleta |

| Souapiti |

## Wasserkraftwerke
| Name     | Turb. | Inst. Leistung (MW) | Fluss / See | Status     | Anmerkung    |
| -------- | ----- | ------------------- | ----------- | ---------- | ------------ |
| Garafiri |       | 75                  | Konkouré    | in Betrieb |              |
| Kaleta   |       | 240                 | Konkouré    | in Betrieb |              |
| Souapiti | 4     | 450                 | Konkouré    | in Betrieb | 4 × 112,5 MW |
| Amaria   |       | 300                 | Konkouré    | im Bau     |              |

## Wärmekraftwerke
| Name    | Block | Inst. Leistung (MW) | Typ / Brennstoff | Status     | Anmerkung |
| ------- | ----- | ------------------- | ---------------- | ---------- | --------- |
| Aggreko |       | 50                  | Diesel           | in Betrieb |           |